# پیتر ادود
پیتر ادود (به انگلیسی: Peter O'Dowd) بازیکن فوتبال زادهٔ ۲۶ فوریه ۱۹۰۸ اهل کشور انگلستان که سابقهٔ بازی در تیم ملی فوتبال انگلستان را در کارنامهٔ خود دارد. وی در تاریخ ۹ آوریل ۱۹۳۲ نخستین بازی ملی خود را در مقابل تیم ملی فوتبال سوئیس انجام داد و با حضور در ۳ بازی ملی، در تاریخ ۲۰ مه ۱۹۳۳ واپسین بازی ملی‌اش را در برابر تیم ملی فوتبال اسکاتلند برگزار کرد.